# Chakeri
Chakeri es una  ciudad censal situada en el distrito de Kanpur Nagar en el estado de Uttar Pradesh (India). Su población es de 7526 habitantes (2011). Se encuentra a 16 km al este de Kanpur.

## Demografía
Según el censo de 2011 la población de Chakeri era de 7526 habitantes, de los cuales 3803 eran hombres y 3723 eran mujeres. Chakeri tiene una tasa media de alfabetización del 89,63%, superior a la media estatal del 67,68%: la alfabetización masculina es del 93,74%, y la alfabetización femenina del 85,41%.